# Bestune T99
Bestune T99 – samochód osobowy typu SUV klasy wyższej produkowany pod chińską marką Bestune od 2019 roku.

## Historia i opis modelu

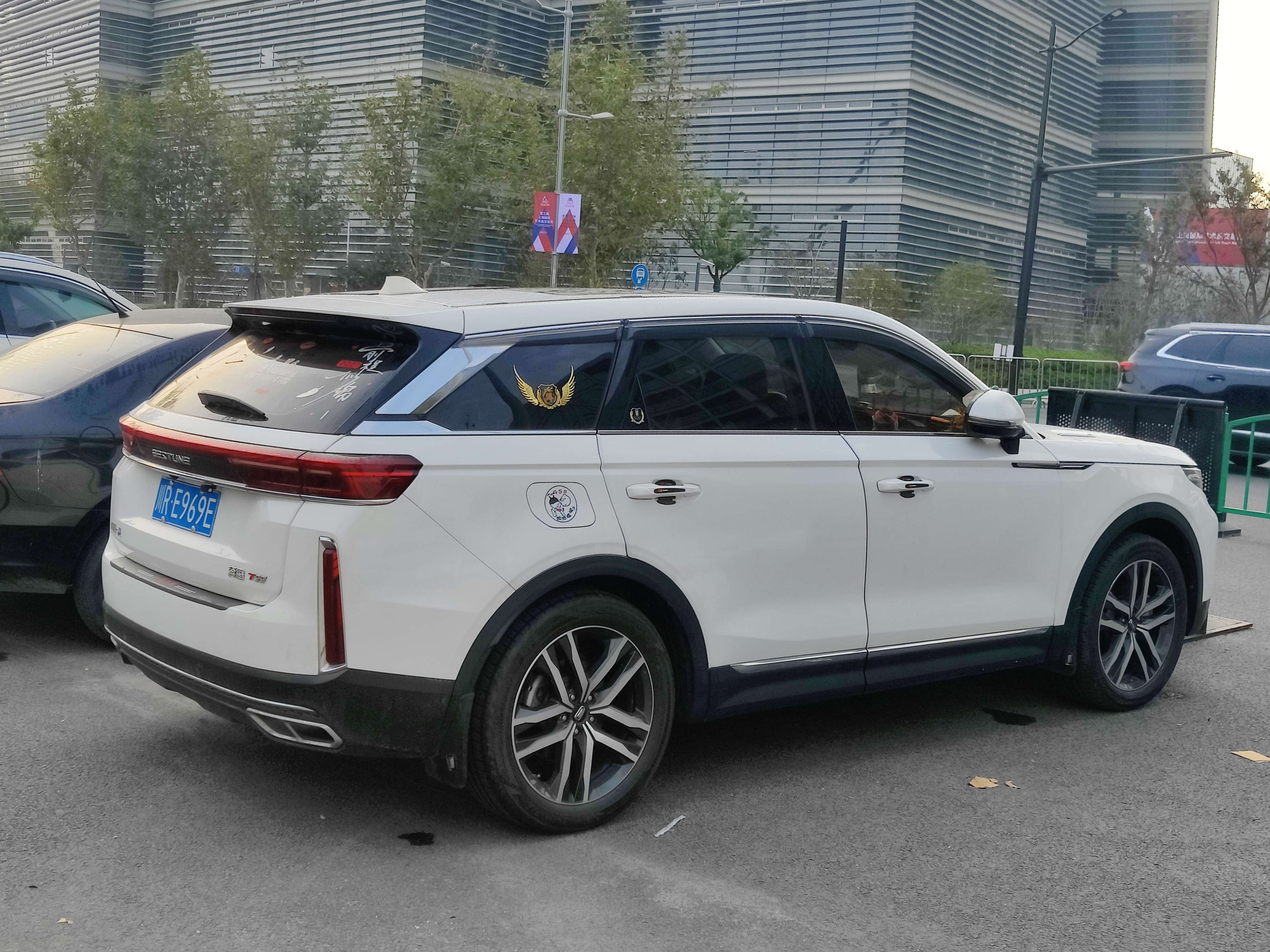
Bestune T99 – tył

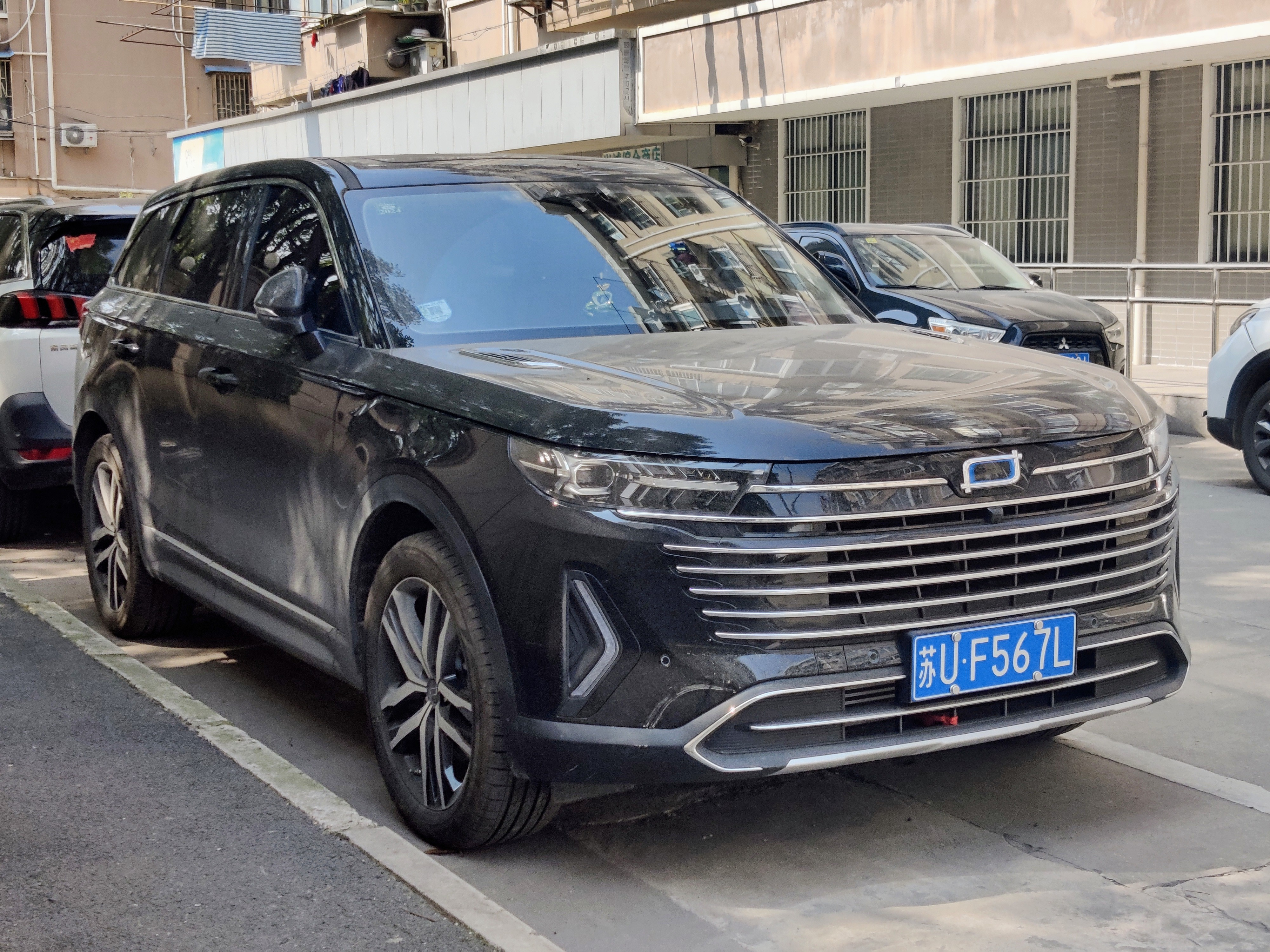
Bestune T99 po liftingu

Wiosną 2019 roku podczas wystawy samochodowej Shanghai Auto Show Bestune przedstawiło studyjną zapowiedź swojego drugiego modelu w postaci studium Bestune T99 Concept. Produkcyjny model został przedstawiony we wrześniu 2019 roku sztandarowy, największy i najbardziej luksusowy model marki Bestune w ofercie.
Pod kątem stylistycznym Bestune T99 rozwinął koncepcję mniejszego T77 nazywaną light and shadow (z ang. światło i cień), charakteryzując się masywnym heksagonalny wlotem powietrza, wąskimi i wysoko osadzonymi reflektorami, a także chromowanymi akcentami i detalami w stylu kropli deszczu. Podobnie jak o segment mniejszy SUV T77, Bestune T99 wyposażony został w animowany hologram w roli asystenta kierowcy, który umożliwia sterowanie funkcjami pojazdu jak np. radiem, klimatyzacją, nawigacją czy zasłoną okna dachowego.

### Lifting
W grudniu 2022 Bestune T99 przeszo obszerną restylizację, w ramach której razem z mniejszym T77 samochód został jako pierwszy dostosowany do nowej estetyki chińskiej firmy. W rezultacie, flagowy SUV zyskał przeprojektowany pas przedni z dwurzędowym wlotem powietrza, a także inny zderzak tylny oraz przemodelowaną kabinę pasażerską. Nowe logo znalazło się zarówno między reflektorami, jak i przyozdobiło koło kierownicy.

### Sprzedaż
Bestune T99 jest pojazdem produkowanym i sprzedawanym wyłącznie na wewnętrznym rynku chińskim, gdzie jego sprzedaż rozpoczęła się w grudniu 2019 roku. Samochód zdobył dużą popularność, w ciągu pierwszego roku znajdując ponad 17 tysięcy nabywców.

### Silnik
- R4 2.0l